# Ed Westwick
Edward Gregory "Ed" Westwick, född 27 juni 1987 i Stevenage, Hertfordshire, är en brittisk skådespelare. Han är sångare i bandet The Filthy Youth. Bandets låtar spelades som soundtrack i bland annat filmen Children of Men samt TV-serierna Afterlife och Räkna med bråk.
Westwick är antagligen mest känd för sin roll som den uppnosiga miljonärsonen Chuck Bass (Charles Bartholomew Bass) i TV-serien Gossip Girl, som i Sverige visades på Kanal 5.
Han har tidigare medverkat i filmer såsom S. Darko, Son of Rambow, 100 Feet, Children of Men, Breaking and Entering. 
Westwick har utbildat sig på National Youth Theatre i London, och han har också medverkat i flera olika program på BBC.
Två av The Filthy Youths låtar har också spelats som soundtrack till ett avsnitt av Gossip Girl (Orange och Come Flash All Your Ladies).
Han spelade teater på National Youth Theatre i London. 
Westwick var med i de brittiska TV-serierna Doctors som Holden, Casualty som Johnny Cullin och Afterlife där han spelade Darren.

## Filmografi (urval)
- 2006 – Doctors, avsnitt Young Mothers Do Have 'Em (gästroll i TV-serie)
- 2006 – Casualty, avsnitt Family Matters (gästroll i TV-serie)
- 2006 – Children of Men
- 2006 – Breaking and Entering
- 2006 – Afterlife, avsnitt Family Matters (gästroll i TV-serie)
- 2007 – Son of Rambow
- 2007 – 100 Feet
- 2007 – S. Darko
- 2007–2012 – Gossip Girl (TV-serie)
- 2011 – J. Edgar
- 2011 – Chalet girl